# احتجاجات طرابلس 2021
اندلعت احتجاجات طرابلس 2021 في 25 يناير بعد تمديد الحكومة اللبنانية الإقفال العام لمدّة أسبوعين إثر العدد المتزايد لإصابات وباء كوفيد-19، نتج عنها اصدامات بين المتظاهرين وقوى الأمن الداخلي، وسقط إثرها 8 جرحى منهم 3 دركيين. في الليلة الثانية، أغلق المتظاهرون ساحة طرابلس الرئيسية، ورمى بعضهم الحجارة على أفراد من الجيش اللبناني، الذين ردّوا بإطلاق الرصاص المطّاطي والغازات المسيّلة للدموع، وارتفع عدد الجرحى إلى 45 شخصًا على الأقل وفقًا للصليب الأحمر، كما وصل عدد وفيات الوباء إلى 73، وهو أعلى حصيلة يوميّة منذ بدايته. في اليوم الثالث، تطوّرت الاحتجاجات إلى أعمال شغب، وأطلقت القوى الأمنية الرصاص الحي على المتظاهرين لتفريقهم، أدّت إلى وفاة شاب يدعى «عمر طيبا» بعد إصابته بظهره.